# Gonomyia (Neolipophleps) strigilis
Gonomyia (Neolipophleps) strigilis is een tweevleugelige uit de familie steltmuggen (Limoniidae). De soort komt voor in het Neotropisch gebied.